# John Chambers
John Chambers (ur. 12 września 1923, zm. 25 sierpnia 2001) – amerykański charakteryzator.

## Wyróżnienia
Za film Planeta Małp dostał honorowego Oscara, jak również posiada swoją gwiazdę na Hollywoodzkiej Alei Gwiazd..